# Schwachtonform
Schwachtonform (englisch weak form) und Starktonform (englisch strong form) sind Begriffe aus der Phonologie.
Bei den sogenannten „stress-timed“-Sprachen („Akzentzählende Sprachen“) wie beispielsweise dem Deutschen, dem Niederländischen, dem Dänischen und dem Englischen kommt es regelmäßig zur Klitisierung, das heißt einer phonetischen Abschwächung, wobei sich ein schwach betontes oder unbetontes Wort an das vorangehende Wort (Enklise) oder an das nachfolgende Wort anlehnt (Proklise).
So werden in der Wortfolge „kommst du?“ [ˈkɔmsd̥u] im Deutschen, auch in gepflegter Umgangssprache, das auslautende [⁠t⁠] von „kommst“ und das anlautende [⁠d⁠] von „du“ zu einem stimmlosen alveolaren Plosiv verschmolzen. Außerdem wird die Silbe „du“ quantitativ abgeschwächt, wobei jedoch die ursprüngliche Qualität des Vokals („u“)  beibehalten wird. Bei normaler Umgangssprache geht die Abschwächung so weit, dass der Vokal zu einem Schwa abgeschwächt wird oder ganz entfällt (Kommste? [ˈkɔmstə], kommst’?). Es erfolgt somit sowohl eine quantitative als auch qualitative Schwächung. Ein Beispiel ist folgender phonologischer Satz: „Samma Mamma sommakomm“, auf Schriftstandarddeutsch: „Sag mal Mamma, sie soll mal kommen“. Genauso der völlig übliche umgangssprachliche Satz „Sommamagehn?“ = „Sollen wir mal gehen?“.

## Deutsche Mundarten
Umso mehr als die deutsche Hochsprache sind die deutschen Mundarten „vollkommenere“ akzentzählende Sprachen. Klitisierung nachtoniger Funktionswörter ist deshalb dort die Regel:
- Bairisch: wiss mà (wissen wir), gib màs (gib mir es), håbs scho (ich habe es schon)
- Kölsch:  isch hannet schonn (ich habe es schon)
- Pfälzisch:  isch habbschunn (ich habe es schon), kummo hää (komm einmal her), gebbs mer (gib es mir)
- Missingsch: was’ das? (was ist das?), wiss ma? (willst du mal?)

## Schwachton- und Starktonformen im Englischen
Zu den Sprachen mit dem ausgeprägtesten System von Schwachtonformen und Starktonformen gehört das Englische. Der angemessene Gebrauch der Schwachtonformen ist kennzeichnend für ein natürlich klingendes Englisch.
Ausgeprägte Schwachtonformen, also Wortformen, die qualitativ abgeschwächt und in Abhängigkeit von den Regeln des englischen Sprachrhythmus quantitativ gekürzt werden, sind in der englischen Sprache kein Kennzeichen einer markanten Umgangssprache, sondern im Gegensatz zum Deutschen auch ein typisches Merkmal der gepflegten Umgangssprache.
So werden die starken Formen der Funktionswörter (Artikel, Präpositionen, Konjunktionen, Pronomen und Hilfsverben) der englischen Sprache nur aus emphatischen Gründen, am Sprechtaktanfang und am Sprechtaktende benutzt.
In der britischen Received Pronunciation haben folgende Wörter folgende Stark- und Schwachtonformen:
| Wort    | Starktonform | Schwachtonform(en) |
| ------- | ------------ | ------------------ |
| a       | [eɪ]         | [⁠ə⁠]                |
| am      | [æm]         | [əm, m]            |
| an      | [æn]         | [ən]               |
| and     | [ænd]        | [(ə)nd, ən, n̩]     |
| are     | [ɑː(r)]      | [⁠ə(r)⁠]             |
| as      | [æz]         | [əz]               |
| at      | [æt]         | [ət]               |
| be      | [biː]        | [bi, bɪ]           |
| because | [bɪˈkɔz]     | [bɪkɘz, kɘz]       |
| be      | [biː]        | [bɪ, bi]           |
| been    | [biːn]       | [bɪn]              |
| but     | [bʌt]        | [bət]              |
| can     | [kæn]        | [kən, kŋ]          |
| could   | [kʊd]        | [kəd, kd]          |
| do      | [duː]        | [du, də, d]        |
| does    | [dʌz]        | [dəz, z, s]        |
| for     | [fɔː(r)]     | [fə(r), fr]        |
| from    | [fɹɒm]       | [fɹ(ə)m]           |
| had     | [hæd]        | [həd, əd, d]       |
| has     | [hæz]        | [həz, əz]          |
| have    | [hæv]        | [həv, əv]          |
| he      | [hiː]        | [(h)ɪ, iː]         |
| her     | [hɜː(r)]     | [(hə)(r), ɜː(r)]   |
| him     | [hɪm]        | [ɪm]               |
| his     | [hɪz]        | [ɪz]               |
| just    | [dʒʌst]      | [dʒəst, dʒ(ə)s]    |

| Wort     | Starktonform | Schwachtonform(en)      |
| -------- | ------------ | ----------------------- |
| Madam    | [mædəm, mæm] | [məm, m]                |
| me       | [miː]        | [mi, mɪ]                |
| must     | [mʌst]       | [məst, məs]             |
| not      | [nɒt]        | [n(t)]                  |
| of       | [ɒv]         | [əv, v, f, ə]           |
| or       | [ɔː(r)]      | [ə(r)]                  |
| Saint    | [seɪnt]      | [sɘn(t), sɪn(t), sn(t)] |
| shall    | [ʃæl]        | [ʃ(ə)l]                 |
| she      | [ʃiː]        | [ʃɪ]                    |
| should   | [ʃʊd]        | [ʃəd]                   |
| sir, Sir | [sɜː(r)]     | [sə(r)]                 |
| some     | [sʌm]        | [səm]                   |
| than     | [ðæn]        | [ð(ə)n]                 |
| that     | [ðæt]        | [ðət]                   |
| the      | [ðiː]        | [ðə]                    |
| there    | [ðɛɘ(r)]     | [ðə(r)]                 |
| them     | [ðɛm]        | [ðəm, ðm, m]            |
| to       | [tuː]        | [tu, tʊ, tə]            |
| us       | [ʌs]         | [əs, s]                 |
| was      | [wɒz]        | [wəz]                   |
| we       | [wiː]        | [wi, wɪ]                |
| were     | [wɜː(r)]     | [wə(r)]                 |
| will     | [wɪl]        | [əl, l̩, l]              |
| would    | [wʊd]        | [wəd, əd, d]            |
| you      | [juː]        | [jʊ, jə]                |